# 兵庫関
兵庫関（ひょうごのせき）は、中世に摂津国兵庫津の経が島（兵庫島）に設置されていた関所のことである。後に南北の分置された（兵庫北関・兵庫南関）。

## 概要
兵庫津が「大輪田泊」と称されていた建久年間に港の整備を進めていた東大寺大勧進職の重源が費用を賄うために停泊する船から徴税したと伝えられているが、記録上に関所の存在が明らかとされているのは14世紀以後のことである。
1306年（徳治元年）、祇園社造営のために摂津国の3つの港（兵庫・一洲（尼崎）・渡辺）の目銭が公家（朝廷）から寄進されている。続いて1308年（延慶元年）、伏見上皇は東大寺に対して附属する鎮守八幡宮造営のために兵庫にて升米と置石を徴収する権利を認める院宣を出した。鎌倉幕府も1310年（延慶3年）になってこの権利を確認した。続いて1313年（正和2年）には東大寺の東塔復興のために既に住吉社に与えていた兵庫の目銭徴収権の半分を東大寺に与えた。当時、寺社の造営料を国家が給付する場合には、知行国に相当する造営料国を与える方法とそれに代わりうる国料と呼ばれる徴税権を与える方法があったが、知行国は国司の任期である4年を目途に更新する例があったために、造営料の権利もそれにちなんで4年間限りとみなされていた。このため、東大寺側は新たな名目で兵庫の徴税権を維持しようとしたのであるが、こうした姿勢が自らが関与する商業・流通活動の妨げになると反発した兵庫周辺の悪党が1315年（正和4年）に兵庫を襲撃している。更に後醍醐天皇も関所廃止を意図して伊賀国を与えて東大寺の権利を回収しようとした。だが、東大寺は納得せず、更に同じ奈良の興福寺も兵庫関の権利を巡って争いを起こした。1338年（南朝：延元3年、北朝：暦応元年）、室町幕府は興福寺と東大寺それぞれに関所を設置する権利を認めた。このため、興福寺は経が島の南側に兵庫南関を、東大寺は経が島の北側に兵庫北関を設置して、兵庫関の権利を分割することになった。その一方で室町幕府は両寺院に対し、相国寺と等持寺、更に北野天満宮のために関銭の一部の上納を命じ、更に遣明船の通過・停泊については免税を命じられ、更に足利将軍の兵庫滞在時には却って礼銭の納付を命じた。それでも、本来は関所設置者が必要経費として負担しなければならなかった港の修繕費用を幕府が負担することとなり、更に兵庫津自体の整備が進んだことで兵庫に停泊する船舶が増加したことを考えた場合には必ずしも興福寺・東大寺にとっては不利益とは言えなかった。
関務には奈良から僧侶や神人が派遣されて徴税を行い、地元の地頭を代官に任じて徴税を請け負わせることもあった。時期によって多少の違いはあるものの、興福寺の兵庫南関では主として目銭が徴収され、一方東大寺の兵庫北関では京都方面に向かう上り船からは米1石あたり1升の升米を、西国方面に向かう下り船からは船1艘につき1升の置石を徴収することとなっていたが、必要に応じて米を積んでいない船からも関銭を徴収した。更に両関では脱税船や海賊を取り締まることを口実に「礼狩銭」と呼ばれる2重課税も行われていた（こうした費用は本来必要経費として関銭から捻出される）。その収益の豊富さは文安年間に作成された「兵庫北関入船納帳」によって知る事が可能である。
室町幕府が兵庫荘と兵庫関の御料所化を図って介入を行い、更に摂津を支配していた管領細川氏も兵庫の支配を目指した。ただ、東大寺や興福寺はこれに抵抗し、また足利将軍家と管領細川氏も互いに直接支配を目指して相手側の動きを抑えようとしたために成功には至らなかった。だが、応仁の乱によって兵庫を巡って東西両軍の攻防が行われて兵庫自体が戦場となり、更に1469年（文明元年）には経が島全域を焼失する大火も発生した。このため、遣明船をはじめとして兵庫に停泊していた船舶の多くが堺を新たな港として利用するようになった。更に乱の結果、新将軍足利義尚を擁した細川氏が政治権力を強めて兵庫関の関務に介入するようになり、興福寺や東大寺の影響力が排除されるようになっていく。これに対して興福寺や東大寺、更に関銭の一部の配分を受けていた相国寺などが細川氏の非法を訴えて、足利義尚の寺社本所領復興政策もあり、一時は実権を回復するものの、明応の政変後は室町幕府は細川氏の主導の元に置かれて、兵庫関は細川氏の代官の支配下に置かれた。このため、興福寺や東大寺は関銭の一部しか得ることが出来ず、相国寺などは細川氏から替地を与えられて兵庫関に関する権利を放棄した。1502年（文亀2年）、興福寺は将軍足利義澄と管領細川政元の対立に乗じて強訴を行って、細川氏の侵害に対する禁制を得たものの全く効果は無く、兵庫関自体も次第に有名無実化していった。